# 杨村镇 (容县)
杨村镇，是中华人民共和国广西壮族自治区玉林市容县下辖的一个乡镇级行政单位。

## 行政区划
杨村镇下辖以下地区：
杨村、高垌村、踏田村、坡亮村、横山村、当发村、界牌村、鱼产村、马良村、大军村、六福村、东华村、平贯村和峡河村。